# Benjamin Dahl Hagen
Benjamin Dahl Hagen (Oslo, 9 gennaio 1988) è un calciatore norvegese, difensore dello Ski.

## Caratteristiche tecniche
È un calciatore ambidestro, che può ricoprire tutte le posizioni difensive e che all'occorrenza può essere schierato anche a centrocampo.

## Carriera

### Club

#### Follo
Dahl Hagen iniziò la carriera con la maglia del Follo, per cui debuttò in 1. divisjon il 25 maggio 2006, sostituendo Jørgen Røssevold nella sconfitta per 5-0 contro lo Aalesund. Fece parte della formazione che arrivò alla finale della Coppa di Norvegia 2010, quando fu titolare nella sconfitta per 2-0 contro lo Strømsgodset. Contemporaneamente, però, il Follo fu retrocesso d'ufficio al termine del campionato 2010. Il 21 febbraio 2011 rinnovò il suo contratto con la squadra fino alla fine dell'anno.

#### Vålerenga e Fredrikstad
Il 10 agosto 2011 fu reso noto il suo acquisto da parte del Vålerenga. Esordì nell'Eliteserien il 12 agosto, schierato titolare nel pareggio per 1-1 contro l'Odd Grenland. Il 18 marzo 2012 fu resa nota la sua cessione in prestito al Fredrikstad, fino al 1º agosto successivo. Debuttò con questa casacca il 25 marzo, quando fu titolare nella sconfitta per 1-0 contro il Tromsø. Il 1º aprile, arrivò la prima rete nella massima divisione norvegese: contribuì infatti al successo per 5-1 sullo Stabæk. Il 2 agosto, rientrò dal prestito.

#### Follo e Ski
Il 5 aprile 2013 fece ufficialmente ritorno al Follo. Al termine della stagione, la squadra retrocesse nella 2. divisjon. Nel 2014, Dahl Hagen si accordò così con lo Ski.

## Statistiche

### Presenze e reti nei club
Statistiche aggiornate al 22 marzo 2018.
| Stagione         | Club             | Campionato       | Campionato | Campionato | Coppe nazionali | Coppe nazionali | Coppe nazionali | Coppe continentali | Coppe continentali | Coppe continentali | Supercoppe | Supercoppe | Supercoppe | Totale | Totale |
| Stagione         | Club             | Comp             | Pres       | Reti       | Comp            | Pres            | Reti            | Comp               | Pres               | Reti               | Comp       | Pres       | Reti       | Pres   | Reti   |
| ---------------- | ---------------- | ---------------- | ---------- | ---------- | --------------- | --------------- | --------------- | ------------------ | ------------------ | ------------------ | ---------- | ---------- | ---------- | ------ | ------ |
| 2006             | Follo            | 1D               | 1          | 0          | CN              | ?               | ?               | -                  | -                  | -                  | -          | -          | -          | ?      | ?      |
| 2007             | Follo            | 2D               | ?          | ?          | CN              | ?               | ?               | -                  | -                  | -                  | -          | -          | -          | ?      | ?      |
| 2008             | Follo            | 2D               | ?          | ?          | CN              | ?               | ?               | -                  | -                  | -                  | -          | -          | -          | ?      | ?      |
| 2009             | Follo            | 2D               | 25         | 1          | CN              | ?               | ?               | -                  | -                  | -                  | -          | -          | -          | ?      | ?      |
| 2010             | Follo            | 1D               | 27         | 0          | CN              | ?               | ?               | -                  | -                  | -                  | -          | -          | -          | ?      | ?      |
| gen.-ago. 2011   | Follo            | 2D               | ?          | ?          | CN              | ?               | ?               | -                  | -                  | -                  | -          | -          | -          | ?      | ?      |
| ago.-dic. 2011   | Vålerenga        | ES               | 10         | 0          | CN              | -               | -               | UEL                | 0                  | 0                  | -          | -          | -          | 10     | 0      |
| gen.-ago. 2012   | Fredrikstad      | ES               | 17         | 2          | CN              | 2               | 0               | -                  | -                  | -                  | -          | -          | -          | 19     | 2      |
| ago.-dic. 2012   | Vålerenga        | ES               | 9          | 0          | CN              | -               | -               | -                  | -                  | -                  | -          | -          | -          | 9      | 0      |
| gen.-apr. 2013   | Vålerenga        | ES               | 0          | 0          | CN              | 0               | 0               | -                  | -                  | -                  | -          | -          | -          | 0      | 0      |
| Totale Vålerenga | Totale Vålerenga | Totale Vålerenga | 19         | 0          |                 | 0               | 0               |                    | -                  | -                  |            | -          | -          | 19     | 0      |
| 2013             | Follo            | 1D               | 27         | 0          | CN              | 3               | 1               | -                  | -                  | -                  | -          | -          | -          | 30     | 1      |
| Totale Follo     | Totale Follo     | Totale Follo     | ?          | ?          |                 | ?               | ?               |                    | -                  | -                  |            | -          | -          | ?      | ?      |
| 2014             | Ski              | 4D               | ?          | ?          | CN              | ?               | ?               | -                  | -                  | -                  | -          | -          | -          | ?      | ?      |
| 2015             | Ski              | 4D               | ?          | ?          | CN              | ?               | ?               | -                  | -                  | -                  | -          | -          | -          | ?      | ?      |
| 2016             | Ski              | 4D               | ?          | ?          | CN              | ?               | ?               | -                  | -                  | -                  | -          | -          | -          | ?      | ?      |
| 2017             | Ski              | 4D               | ?          | ?          | -               | -               | -               | -                  | -                  | -                  | -          | -          | -          | ?      | ?      |
| 2018             | Ski              | 4D               | ?          | ?          | CN              | ?               | ?               | -                  | -                  | -                  | -          | -          | -          | ?      | ?      |
| Totale Ski       | Totale Ski       | Totale Ski       | ?          | ?          |                 | ?               | ?               |                    | -                  | -                  |            | -          | -          | ?      | ?      |
| Totale           | Totale           | Totale           | ?          | ?          |                 | ?               | ?               |                    | 0                  | 0                  |            | -          | -          | ?      | ?      |